# Concert de Brandenburg núm. 1
El Concert de Brandenburg núm. 1, BWV 1046, és el primer dels sis Concerts de Brandenburg compostos per Johann Sebastian Bach entregats el 1721. Els va dedicar al marcgravi Ludwig de Brandenburg que li havia fet l'encàrrec.

## Instruments
El mateix Bach en detalla els instruments: À 2 Corni di Caccia, 3 Hautbois è Bassono, Violino piccolo concertato, 2 Violini, una Viola e Violoncello, con Basso continuo.
La música d'aquest Primer Concert és impregnada de sumptuositat gràcies al so de les dues trompes (Corni di Caccia) com les utilitzades a les caceres, d'aquí el seu nom. És l'únic dels sis concerts on apareixen aquests instruments. També cal remarcar la intervenció del violino piccolo, un instrument gairebé en desús en temps de Bach i que era una mica més petit que el violí normal; té un timbre més brillant i molt característic.

## Estructura
1. (Allegro)
2. Adagio
3. Allegro
4. Menuetto-Trio-Polonaise-Menuetto-Trio